# ویلیام بروک اوشانسی
ویلیام بروک اوشانِـسی (انگلیسی: William Brooke O'Shaughnessy؛ اکتبر ۱۸۰۹ – ژانویه ۱۸۸۹) یک پزشک و جراح اهل ایرلند بود.
شهرت او به سبب طیف وسیعی از کارهایش در زمینهٔ داروشناسی، شیمی، اختراعات مرتبط با تلگراف و استفاده از آن در هند است. پژوهش‌های پزشکی او منجر به توسعهٔ تزریق وریدی شد و او بود که نخستین بار، استفادهٔ درمانی از ماری‌جوانا را که از شاه‌دانه ساتیوا به‌دست می‌آید، به دنیای غرب معرفی کرد.
وی همچنین برندهٔ جوایزی همچون همکار انجمن سلطنتی شده‌است.